# Sindrome di Sudeck
La sindrome di Sudeck, o atrofia di Sudeck, è una sindrome algodistrofica oggi più frequentemente considerata un tipo di sindrome dolorosa regionale complessa, visibile nella maggior parte dei casi dopo la rimozione di un gesso ortopedico; in altri casi invece sorge spontaneamente. Ancora non sono ben note le cause che determinano l'insorgenza spontanea di questo tipo di algia.

## Presentazione clinica
L'arto appare scuro, tumefatto, dolente alla minima mobilizzazione e pressione, il tutto accompagnato da un quadro radiologico di marcata rarefazione osteoporotica. Le regioni interessate maggiormente da questa patologia sono le articolazioni inferiori (caviglie e piedi, nello specifico il tallone).

## Epidemiologia
Colpisce soprattutto i soggetti sotto i 50 anni, ed anche i bambini. Si riscontra anche un aumento della frequenza nel sesso femminile, con un rapporto 4:1.
Esistono alcuni fattori particolarmente predisponenti, come il diabete, l’ipertrigliceridemia, l’ansietà e i disturbi neurodegenerativi, fattori legati all'età e al sesso o a pregresse alterazioni vasomotorie, come il fenomeno di Raynaud, infezioni (fratture infette, osteomieliti, osteoartriti), ustioni e congelamenti e lesioni secondarie da agenti chimici o fisici (raggi X, elettricità).
Solitamente, il fattore scatenante è rappresentato da traumi (distorsioni o fratture), ai quali seguono manovre riduttive ripetute o violente o immobilizzazione prolungata.
Colpisce maggiormente le femmine e i soggetti sotto i 50 anni ma, in alcuni casi, può interessare anche bambini.
Le regioni interessate da questa patologia sono le articolazioni degli arti inferiori e degli arti superiori (soprattutto caviglie e piedi, nella fattispecie il tallone, polso, mano e ginocchio), che appaiono scuri, tumefatti e dolenti alla mobilizzazione e alla pressione, il tutto accompagnato da un quadro radiologico di osteoporosi.
Nella patologia, distinguiamo tre stadi, ciascuno caratterizzato da specifici sintomi: acuto, cronico e atrofico.
Nel primo stadio, abbiamo edema nella regione interessata, con cute arrossata e calda,eventuale iperidrosi, soprattutto se il trauma è localizzato all'arto superiore, impotenza funzionale assoluta e dolore molto intenso, con peggioramento della sintomatologia ogni volta che si tenta di caricare sull'arto.
Il secondo stadio, invece, è caratterizzato da edema e dolore più diffusi, la cute diventa pallida, sottile e secca, con ipotrofie e retrazioni muscolari, accompagnate da eventuale rigidità articolare. I peli del paziente, inoltre, possono crescere increspati, ruvidi e numerosi.
L’ultimo stadio, infine, è caratterizzato da importante atrofia tissutale con perdita di massa muscolare, che può diventare irreversibile. Più la sindrome permane, più sarà irreversibile.

## Terapia
Si tratta con intensa fisioterapia, antinfiammatori e bifosfonati. In Italia vi è l'approvazione dell'AIFA per la terapia con Neridronato in infusione. Nuovi approcci di trattamento con la magnetoterapia hanno dato dei buoni risultati ma non sovrapponibili ai bifosfonati, in certi casi la durata minima del trattamento si aggira sulle 4 ore.